# Smederevska utvrda
Smederevska utvrda (srpski: Cмeдepeвcκa твpђaвa, Smederevska tvrđava) je srednjovjekovni utvrđeni grad i privremena prijestolnica srednjovjekovne Srbije u blizini današnjeg Smedereva. Izgrađena je između 1427. i 1430. godine po nalogu despota Đurađa Brankovića, vladara Srbijanske despotije. 

## Povijest
Smederevska utvrda je posljednje veliko djelo srpske vojne izgradnje i jedna od najvećih utvrda u jugoistočnoj Europi. Izgrađena je uz velike napore kako bi se zamijenio već izgubio Beograd, koji je 1427. godine, nakon smrti despota Stefana Lazarevića predan Mađarima. Kao novi centar Srbije i dvor despota Đurađa Brankovića, izabrano je nenaseljeno mjesto na ušću Jezave u Dunav, koje je uvjetovalo trokutasti oblik tlocrta utvrde. Za razliku od Beograda, nova Smederevska utvrda je pokrivala nešto manje područje obrane, s jednostavnijim uređenjem interijera. U prvoj fazi, između 1428. i 1430. godine, podignut je dvorac s vladarskim dvorom, izvorno dizajniran kao samostalna utvrda. Ubrzo nakon toga, 1440-ih, građene su zidine oko područja između Jezave i Dunava, koje obuhvaća površinu od oko 10ha, namijenjeno za gradsko naselje.
Nadalje su je utvrdili Osmanlije koji su zauzeli grad koncem 15. stoljeća. Smederevska utvrda je najveća srednjovjekovna nizinska utvrda u Europi.
Utvrda je izdržala nekoliko osmanlijskih opsada, koje je preživjela relativno neoštećena. To je i bila sve do Drugog svjetskog rata kada je teško oštećena u bombardiranju 1941. godine i eksploziji streljiva, koje se tada čuvalo u utvrdi. 
Smederevska utvrda je proglašena spomenikom kulture od iznimne važnosti 1979. godine, te je zaštićen spomenik Republike Srbije. Od 2009. godine na njoj traje temeljita obnova i konzervatorski radovi.
Dana 15. travnja 2010. godine Republika Srbija je nominirala Smederevsku utvrdu za upis na UNESCO-ov popis mjesta svjetske baštine u Europi.

## Odlike
Smederevska utvrda je trokutastog tlocrta (550 m x 502 m x 400 m), okružena snažnim kvadratnim zidinama s četiri tornja prema kopnenoj strani. Jedan od njih još uvijek čuva ime Despota Ðurađa i ukrašen je od opekom. Glavni toranj je na drugom kraju utvrde, prema ušću rijeke Jezave. Ispred osnovnih bedema, nalaze se manji vanjski bedem koji je rana struktura ne samo na srpskoj, nego u europskoj vojnoj arhitekturi. Zgrade dvorca (tzv. „Mali grad”) u unutrašnjosti su naslonjene na sve tri strane bedema, te uokviruju trokutasto dvorište s bunarom u sredini. Glavna i svakako najreprezentativnija zgrada je imala veliku dvoranu na gornjem katu, od koje su danas ostale samo prozori s četiri bifore. To je vjerojatno bila dvorana za prijeme koja se spominje kao mjesto gdje je 1434. godine potpisan sporazum između srpskog vladara i Venecije. Stambeni prostori su bili u velikoj kamenoj zgradi koja je naslonjena na glavni južni bedem. Tu se još jedna, vjerojatno pomoćna zgrada duž bedema uz Jezavu.
Prostor ispred dvorca, tzv. „Veliki grad”, bio je namijenjen za urbano naselje koje je zatvoreno s dvostrukim bedemima prema istoku i jugu. Najvažniji dio obrambenog zida bio je južni, koji je branio grad od pristupa s kopna. Zid je bio pojačan s 11 jakim tornjeva postavljenih u jednakim razmacima, ispred kojih je predziđe sa širokim jarkom s vodom. Zid prema rijeci Jezavi je ojačan s tri tornja, a bedem prema Dunavu je prvotno imao samo jedan toranj. Nešto kasnije, dodans su još četiri tornja ukrašena opekom. 
Osim gradnje stanova za vojnu posadu, u ovom prostranom utvrđenom području su građene i glavne gradske institucije. Tako se u jugoistočnom kutu nalaze ostaci crkve koja je bila pretvorena u džamiju nakon turske invazije, a za koju se pretpostavlja da je čak starija od utvrde. Unutar gradskih zidina postojala je i velika crkva posvećena Navještenju, zadužbina i grobni hram Despota Ðurađa koji su srušeni već u drugoj polovici 15. stoljeća. Kao i u Beogradu, izvan gradskih zidina je bilo naselje koje se najvjerojatnije branilo rovovima i palisadnim zidovima.

## Vanjske poveznice
- Službene stranice Smederevske utvrde (srp.)
- „Dan koji nije trebalo da svane“  Arhivirana inačica izvorne stranice od 13. siječnja 2012. (Wayback Machine), Politikin Zabavnik (srp.)